# Hernán Carvallo
Hernán Carvallo (né le 19 août 1922 à Santiago et mort le 24 mars 2011) est un joueur international de football chilien, qui jouait au poste de milieu de terrain.

## Biographie

### Club
En club, Carvallo a évolué dans l'équipe chilienne de l'Universidad Católica.

### International
En international, il joue avec l'équipe du Chili durant la coupe du monde 1950 au Brésil.